# Mesonychia
Die Mesonychia sind eine ausgestorbene Ordnung der Säugetiere. Sie waren die einzigen bekannten echten Fleischfresser unter den Huftieren. Die bekanntesten Arten waren Mesonyx und Andrewsarchus. Früher wurden sie als Familie Mesonychidae in die Ordnung Acreodi gestellt. Die Mesonychia wurden lange Zeit für die Vorfahren der Wale gehalten.

## Merkmale
Die Mesonychia erinnerten etwas an Hunde mit großen Köpfen. Ihre Backenzähne waren gut geeignet, um Fleisch zu zerschneiden, aber an den Füßen trugen sie Hufe statt Krallen, wie wir es von heutigen Raubtieren kennen.
Die frühesten Arten hatten noch fünf Zehen an jedem Fuß und traten mit der ganzen Sohle auf (Plantigradie). Spätere wie Pachyaena, ein Mesonychide aus dem spätesten Paläozän, hatten nur noch vier Zehen und traten mit den Zehen auf (Digitigradie).

## Stammesgeschichte
Die Mesonychia entwickelten sich wohl im frühen Paläozän Asiens. Eine der ersten Formen ist Yangtanlestes. Ab dem Mittleren Paläozän verbreiteten sie sich mit Dissacus und Ankalagon auch auf anderen Kontinenten. Dissacus war etwa so groß wie ein Kojote und über die gesamte Nordhemisphäre verbreitet, Ankalagon aus Nordamerika war wesentlich größer, sein Schädel war so groß wie der eines Bären. Jedoch besaßen diese Tiere im Vergleich zur Körpergröße überproportional große Schädel.
Im Paläozän gab es drei Familien der Mesonychia, die Triisodontidae, die Mesonychidae und die wenig bekannten Hapalodectidae. Erstere gehörten zusammen mit den Arctocyonidae zu den dominierenden Raubtieren der ersten Säugetiergesellschaften am Beginn des Tertiärs. Triisodontenarten wie Eoconodon und sein Nachfolger Triisodon gehörten zu den größten Säugetieren des Unteren und Mittleren Paläozäns, als alle existierenden Säugetiere noch recht klein waren. Ursprünglich wurde Andrewsarchus, der als größtes fleischfressendes Landsäugetier der Erdgeschichte gilt, den Triisodonten zugeordnet, seine Stellung gilt heute aber als ungeklärt.
Mesonyx und Pachyaena gehörten zur Familie der Mesonychidae.